# George Kurtz

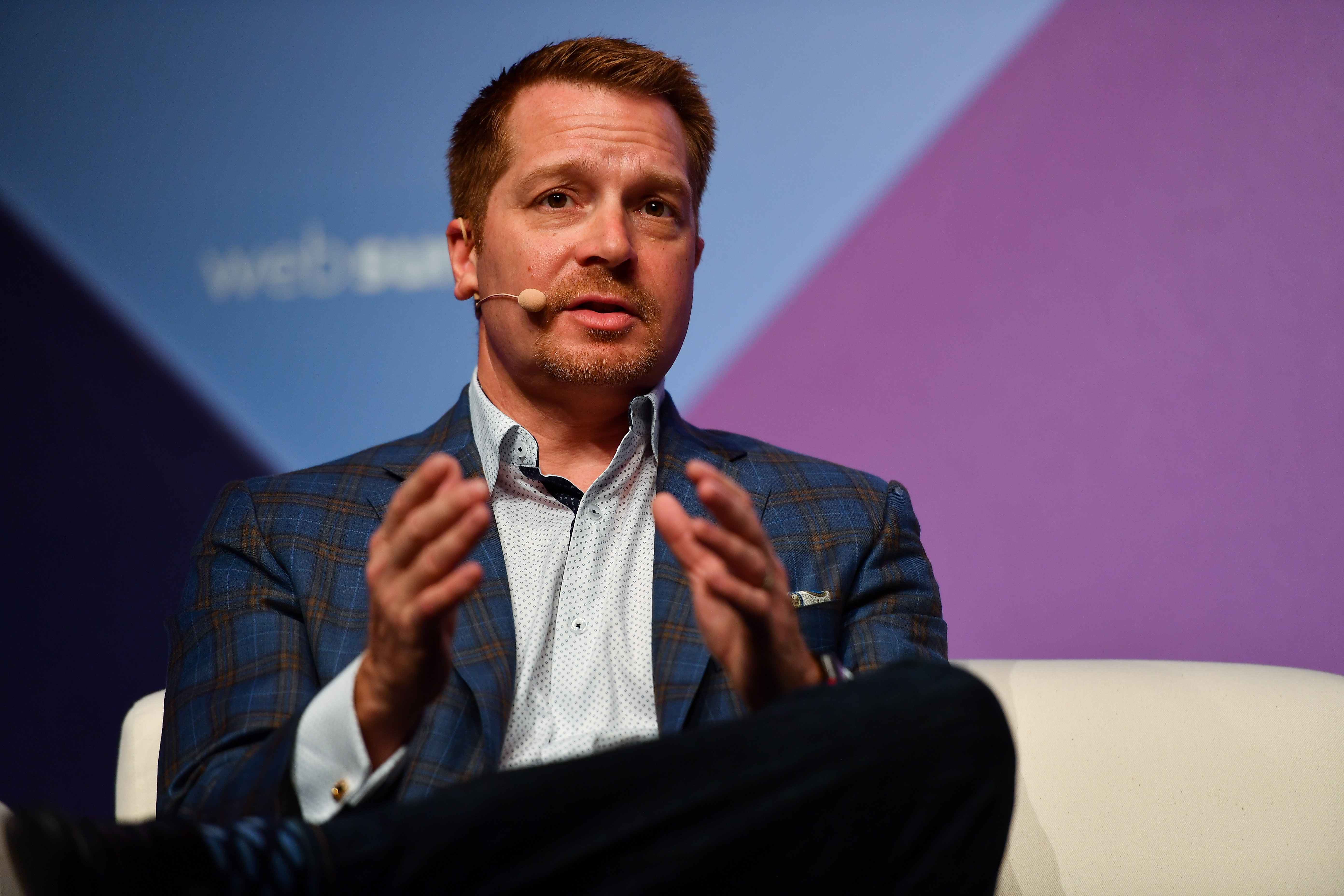
George Kurtz 2018

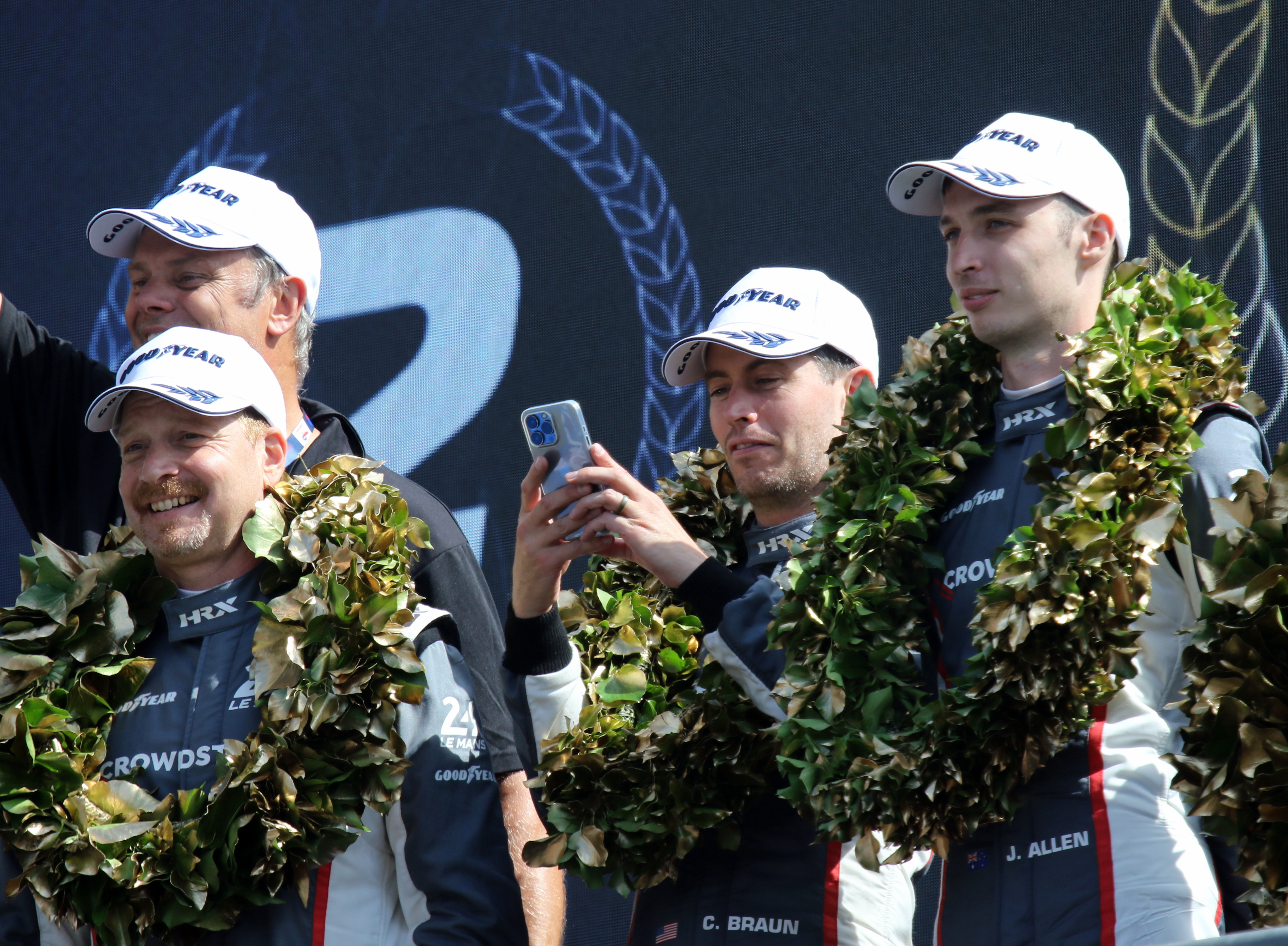
George Kurtz (links vorne) mit Colin Braun und James Allen 2023 in Le Mans

George Kurtz (* 5. Mai 1965 in Parsippany) ist ein US-amerikanischer Unternehmer und Autorennfahrer.

## Unternehmer
George Kurtz besuchte die Parsippany High School und studierte danach mit Abschlüssen Finanzbuchhaltung an der Seton Hall University in South Orange. Zu Beginn der 1990er-Jahre begann er als Certified Public Accountant bei PricewaterhouseCoopers International zu arbeiten. Ab 1993 war er dort in der Abteilung für Informationssicherheit tätig.
1996 gründete er Foundstone, ein Unternehmen, dessen eigens entwickelte Software Sicherheitslücken in Computersystemen erkannte. 2004 übernahm das Software-Unternehmen McAfee für den Kaufpreis von 86 Millionen US-Dollar Foundstone, wo George Kurtz in den folgenden Jahren bis zum Executive Vice President aufstieg. 2011 verließ er McAfee und gründete mit Partnern Crowdstrike, ein weiteres Unternehmen für Informationssicherheit und Cybersicherheitstechnologie. Der Börsenwert des Unternehmens betrug zu Beginn der 2020er-Jahre 30 Milliarden US-Dollar. Sein Vermögen wurde von Forbes im Juli 2024 auf 2,9 Milliarden US-Dollar geschätzt. Er ist verheiratet,  Vater von zwei Kindern und lebt in Paradise Valley (Arizona).

## Karriere als Rennfahrer
George Kurtz begann 2016 eine Karriere als Amateurrennfahrer und war dabei auch Finanzier der jeweiligen Rennteams, für die er fuhr. Er startete bei GT- und Sportwagenrennen und war unter anderem in der GT World Challenge Europe, den International GT Open sowie in der Asian- und European Le Mans Series aktiv. 2021 gab er sein Debüt beim 12-Stunden-Rennen von Sebring und 2023 beim 24-Stunden-Rennen von Le Mans. Sein erster Gesamtsieg gelang ihm beim 4-Stunden-Rennen von Sepang 2023, einem Wertungslauf der Asian Le Mans Series 2024, den er gemeinsam mit Colin Braun und Malthe Jakobsen im Oreca 07 gewann. Den Erfolg wiederholte das Trio beim 4-Stunden-Rennen von Abu Dhabi 2024.

## Statistik

### Le-Mans-Ergebnisse
| Jahr | Team                      | Fahrzeug | Teamkollege    | Teamkollege | Platzierung | Ausfallgrund |
| ---- | ------------------------- | -------- | -------------- | ----------- | ----------- | ------------ |
| 2023 | Algarve Pro Racing        | Oreca 07 | James Allen    | Colin Braun | Rang 20     |              |
| 2024 | CrowdStrike Racing by APR | Oreca 07 | Nicky Catsburg | Colin Braun | Ausfall     | Rad verloren |
| 2025 | Algarve Pro Racing        | Oreca 07 | Nicky Catsburg | Alex Quinn  | Rang 30     |              |

### Sebring-Ergebnisse
| Jahr | Team                      | Fahrzeug       | Teamkollege  | Teamkollege     | Platzierung             | Ausfallgrund |
| ---- | ------------------------- | -------------- | ------------ | --------------- | ----------------------- | ------------ |
| 2021 | Core Autosport            | Ligier JS P320 | Jon Bennett  | Colin Braun     | Rang 13 und Klassensieg |              |
| 2022 | Core Autosport            | Ligier JS P320 | Jon Bennett  | Colin Braun     | Rang 33                 |              |
| 2023 | CrowdStrike Racing by APR | Oreca 07       | Nolan Siegel | Ben Hanley      | Rang 7                  |              |
| 2024 | CrowdStrike Racing by APR | Oreca 07       | Toby Sowery  | Colin Braun     | Rang 18                 |              |
| 2025 | CrowdStrike Racing by APR | Oreca 07       | Toby Sowery  | Malthe Jakobsen | Rang 16                 |              |

### Einzelergebnisse in der FIA-Langstrecken-Weltmeisterschaft
| Saison | Team               | Rennwagen | 1   | 2   | 3   | 4   | 5   | 6   | 7   | 8   |
| ------ | ------------------ | --------- | --- | --- | --- | --- | --- | --- | --- | --- |
| 2023   | Algarve Pro Racing | Oreca 07  | SEB | POR | SPA | LEM | MON | FUJ | BAH |     |
| 2023   | Algarve Pro Racing | Oreca 07  | 20  |     |     |     |     |     |     |     |
| 2024   | CrowdStrike Racing | Oreca 07  | KAT | IMO | SPA | LEM | SAO | AUS | FUJ | BAH |
| 2024   | CrowdStrike Racing | Oreca 07  | DNF |     |     |     |     |     |     |     |
| 2025   | Algarve Pro Racing | Oreca 07  | KAT | IMO | SPA | LEM | SAO | AUS | FUJ | BAH |
| 2025   | Algarve Pro Racing | Oreca 07  | 30  |     |     |     |     |     |     |     |